# La Fille de l'ascenseur
La Fille de l'ascenseur (Elevator Girl) est un téléfilm américain réalisé par Bradford May et diffusé le 13 février 2010 sur Hallmark Channel.

## Fiche technique
- Titre original : Elevator Girl
- Réalisation : Bradford May
- Scénario : Jennifer Notas
- Photographie : Maximo Munzi
- Musique : Stephen Graziano
- Pays d'origine :  États-Unis
- Langue originale : anglais
- Durée : 95 minutes

## Distribution
- Lacey Chabert (VF : Dorothée Pousséo) ;  Liberty Taylor
- Ryan Merriman (VF : Nicolas Djermag) : Jonathan MacIntyre
- Hedy Burress (en) : Tessa Delgado
- Jonathan Bennett : Nick Sweeney
- Joey King : Paige
- Patty McCormack (VF : Josiane Pinson) : Rosemary
- Allison McAtee (VF : Juliette Degenne) : Cynthia
- Benton Jennings (en) : Doug
- Sean McGowan : Marty
- Suzan Brittan (en) (VF : Nathalie Duverne) : la chef Rebecca
- Tanja Reichert : Katherine Greene

 Source et légende : version française (VF) sur RS Doublage